# Stenhomalus togoensis
Stenhomalus togoensis là một loài bọ cánh cứng trong họ Cerambycidae.